# Condado de Wayne (Illinois)
El condado de Wayne es un condado estadounidense, situado en el estado de Illinois. En el censo de los Estados Unidos de 2020, la población fue de 16 179 habitantes. La cabecera del condado es Fairfield.

## Geografía
Según la Oficina del Censo de los Estados Unidos, el condado tiene un área total de 1853 km² (716 millas²). De éstas 1849 km² (714 mi²) son de tierra y 4 km² (2 mi²) son de agua.

### Colindancias
- Condado de Clay - norte
- Condado de Richland - noroeste
- Condado de Edwards - este
- Condado de White - sureste
- Condado de Hamilton - sur
- Condado de Jefferson - suroeste
- Condado de Marion - noroeste

## Historia
El Condado de Wayne se separó del Condado de Edwards en 1819. Su nombre es en honor de Anthony Wayne, un oficial de la guerra de Independencia de los Estados Unidos y de la Guerra de la Tortuga Pequeña.

## Demografía
Según el censo del año 2020, había 17 151 personas, y la densidad de población en 2010 era de 23.5 hab/mi² (9.1 hab/km²). En 2000 había 7143 cabezas de familia, y 4971 familias que residen en el condado. La composición racial en 2000 fue:
- 98.11% Blancos (No hispanos)
- 0.60% Hispanos (Todos los tipos)
- 0.15% Negros o Negros Americanos (No hispanos)
- 0.06% Otras razas (No hispanos)
- 0.34% Asiáticos (No hispanos)
- 0.54% Mestizos (No hispanos)
- 0.20% Nativos Americanos (No hispanos)
- 0.01% Isleños (No hispanos)

En 2000 había 7143 cabezas de familia, de los cuales el 29.80 % tienen menores de 18 años viviendo con ellos, el 58.30 % son parejas casadas viviendo juntas, el 8.30 % son mujeres que forman una familia monoparental (sin cónyuge), y 30.40% no son familias. El tamaño promedio de una familia es de 2.88 miembros.
En el condado el 23.70% de la población tiene menos de 18 años, el 7.90% tiene de 18 a 24 años, el 25.80% tiene de 25 a 44, el 23.80% de 45 a 64, y el 18.80% son mayores de 65 años. La edad media es de 40 años. Por cada 100 mujeres hay 94.8 hombres. Por cada 100 mujeres mayores de 18 años hay 90 hombres.
Tabla de la evolución demográfica:
|       | 1900   | 1910   | 1920   | 1930   | 1940   | 1950   | 1960   | 1970   | 1980   | 1990   | 2000   |
| ----- | ------ | ------ | ------ | ------ | ------ | ------ | ------ | ------ | ------ | ------ | ------ |
| TOTAL | 27 626 | 25 697 | 22 772 | 19 130 | 22 092 | 20 933 | 19 008 | 17 004 | 18 059 | 17 241 | 17 151 |

## Economía
En 2000 los ingresos medios de un cabeza de familia el condado fue de $30 481 y el ingreso medio familiar es $37 729. Los hombres tienen unos ingresos medios de $29 148 frente a $20 989 de las mujeres. El ingreso per cápita del condado es de $15 793. El 12.40% de la población y el 9.40% de las familias están debajo de la línea de pobreza. Del total de gente en esta situación, 15.70% tienen menos de 18 y el 10.70% tienen 65 años o más.

## Ciudades y pueblos
| - Cisne - Fairfield - Golden Gate - Jeffersonville - Johnsonville | - Keenes - Mill Shoals - Mount Erie - Sims - Wayne City | - Aden - Boyleston - Crestview - Crisp - Cumberland | - Enterprise - Geff - Goldengate - Merriam | - Orchardville - Rinard |

## Sitios de interés
| - Lago Briar Patch - Lago Old River - Lago Shady - Parque Lakeside - Parque Leo F French | - Parque Southwest - Iglesia Bailey - Iglesia del Nazareno - Iglesia de Cristo - Iglesia Nueva Esperanza |